# Gravure sur acier

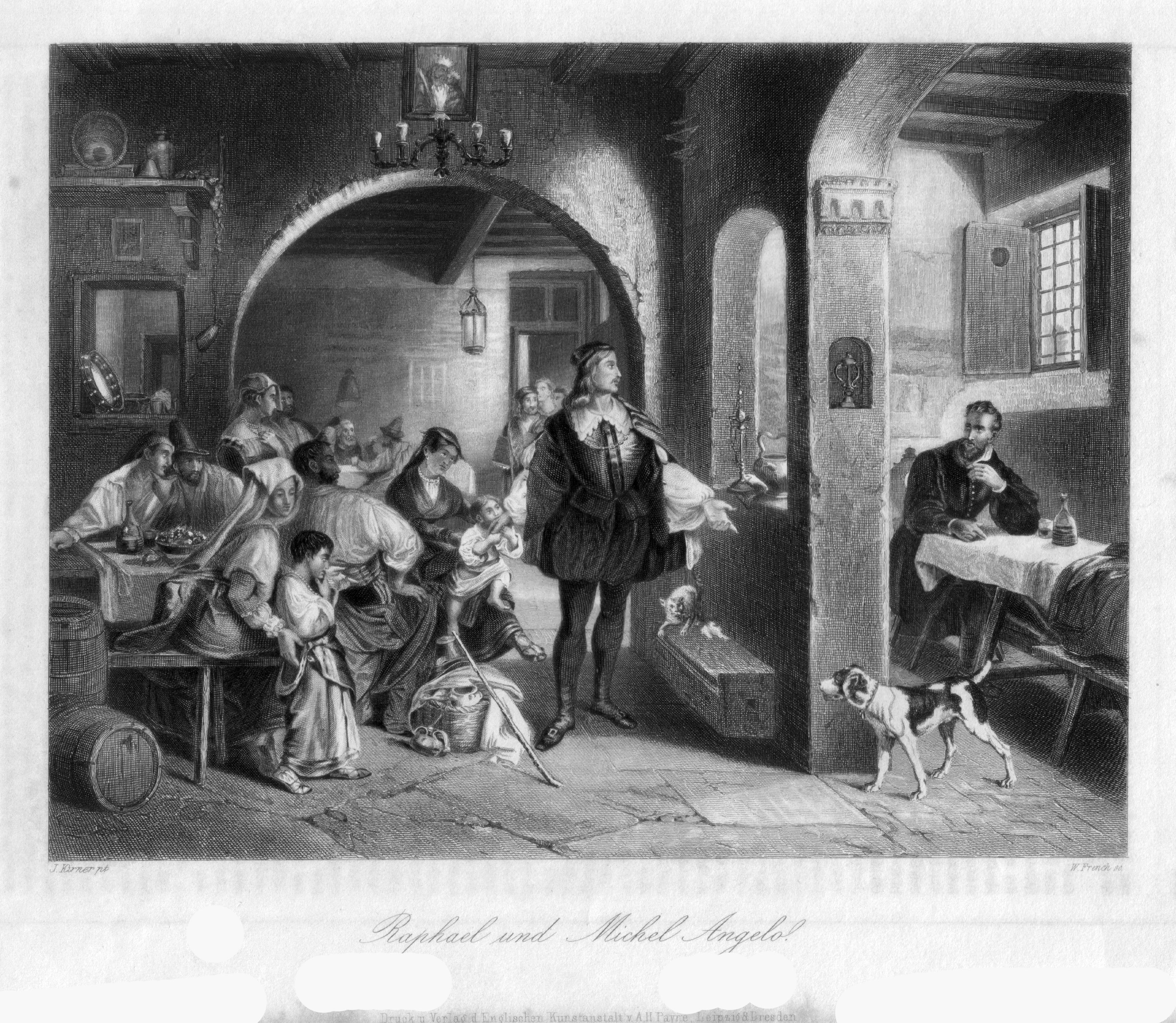
Raphaël et Michelange, gravure sur acier de William French d'après Johann Baptist Kirner (XIXe siècle).

Le terme gravure sur acier est aussi associé aux appellations : graveur en modelé, et graveur médailleur.
Le graveur intervient pour concevoir et réaliser une pièce unique, un outil (un moule, une matrice ou un poinçon) pour l’édition en série de monnaies, de médailles, ou voir l’édition de gaufrage (impression du cuir, du papier). La gravure est un procédé de décoration par enlèvement de matière, sur cet outil, rarement sur la pièce finale (médaille, monnaie...).
Le graveur taille le métal (en général l’acier ou le laiton) avec différents outils : burins, onglettes, échoppes, ciselets, mats, traçoirs, rifloirs..., ainsi apparaît le motif en creux (matrice, moule) ou en relief (poinçon). La gravure se distingue de la ciselure par l’enlèvement de matière, toutefois, le graveur médailleur sera amené à utiliser des techniques de ciselure pour le travail des matières, à l’aide de ciselets, mats... Les outils de coupe : burins et onglettes incisent l’acier. Ils sont tenus par une main et frappés au marteau. Les échoppes, outils coupant aussi, sont elles conduites à la main. Elles sont en acier « trempé » mais emmanchées d’un petit pommeau en bois qui vient se caler dans le creux de la main.
La gravure se fait à la main ou à la machine, à l’endroit ou à l’envers, en creux ou en relief.

## Gravure à la main ou «taille directe»
Cette technique traditionnelle permet à l’artisan ou à l'artiste d’exécuter directement son œuvre à la dimension et dans la matière définitive, sans l’aide de la machine. Le graveur reporte son dessin sur un bloc d’acier en l’inversant puis il suit et respecte son motif, il entame la matière avec ses outils pour faire naître son modèle. Il réalise sa gravure sur un poinçon ou une matrice avec comme perspective l’édition en série de son travail. Cette technique demande une grande maîtrise car une erreur est difficilement rattrapable. Ce travail nécessite des qualités et aptitudes au dessin, à la sculpture en bas-relief et la maîtrise des gestes techniques.

## Technique de réduction d’une sculpture en bas-relief
Le modèle est d’abord réalisé en modelage sur plâtre à l’échelle 3, puis réduit à l’aide d’un pantographe ou d’un tour à réduire (machine mise au point pour les monnaies et médailles dès le XVIe siècle). Toutes les traces de la machine seront ensuite supprimées à la main à l’aide d’échoppes, burins et ciselets.

## Techniques modernes de gravure
Le palpage d'un bas-relief, l'usinage laser, les commandes numériques par fraisage, les logiciels de gravure pour dessiner et concevoir les motifs (à plat, ou en modelé de base).
Quel que soit le procédé utilisé, un travail de qualité implique une finition à la main indispensable. Échoppes, burins, onglettes et ciselets sont les outils utilisés pour personnaliser le sujet et permettre à la lumière de souligner le modelé, et les détails de la future médaille. La main donne ici la vie de la future médaille.
La matrice gravée, le médailleur s’attache ensuite à l’édition de la médaille. La matrice est traitée thermiquement pour supporter les contraintes de la frappe. Elle est ensuite placée dans la partie basse de la presse dite « balancier à friction ». Une rondelle ou flan en or, argent ou bronze est positionné sur la matrice. La frappe ou estampage peut commencer : la partie supérieure du marteau tombe avec une puissance de 400 tonnes (ou plus) et repousse le métal du flan sur la gravure de la matrice. Cette force pousse le métal du flan qui épouse les formes gravées dans la matrice. À l’issue de cette première frappe, le flan subit une opération dite de recuit (passage au four) pour le rendre à nouveau malléable. Aussi plusieurs frappes (4 à 5, voire plus) seront nécessaires pour obtenir la gravure complète.
La frappe terminée, la médaille est détourée, polie et patinée par oxydation puis brossée, polie sur des tampons de feutre, vernie, avant d’être expédiée.